# Ichijō Kaneyoshi
Ichijō Kaneyoshi (一条 兼良?   7 de junio de 1402 - 30 de abril de 1481) fue un kugyō (cortesano japonés de clase alta) y clasicista japonés que vivió durante la era Muromachi. Fue miembro de la familia Ichijō (derivada del clan Fujiwara) y segundo hijo de Ichijō Tsunetsugu.

## Biografía
Ingresó a la corte imperial en 1412 con el rango shōgoi, y tomó el relevo de su hermano mayor Ichijō Tsunesuke, quien a pesar de su juventud era una persona muy enferma y no era apto para tomar cargos administrativos. Kaneyoshi entonces ascendió rápidamente al rango jusanmi en 1413 y se posicionó como cortesano de clase alta. En 1414 fue ascendido al rango shōsanmi y nombrado gonchūnagon, luego ascendido al rango junii en 1415. Luego en 1416 fue promovido al rango shōsanmi y como gondainagon.
Se le nombró como naidaijin entre 1421, promovido a udaijin en 1424 y luego a sadaijin desde 1429 hasta 1432. En 1432 se convirtió en sesshō (regente) del joven Emperador Go-Hanazono y también en nairan, pero renunció a los dos meses debido a la presión de su primo el regente Nijō Mochimoto, quien mantenía una fuerte influencia en la corte y buscaba asegurar la regencia imperial. 
A pesar de haber quedado marginado en los cargos administrativos, Kaneyoshi se desarrolló como erudito y participó en concurso de poesía promovidos por el shogunato Ashikaga. En 1455 elaboró el Nihonshoki Sanso, una edición especial con anotaciones del Nihonshoki.
Con la muerte de Mochimoto en 1445, Kaneyoshi regresó a ocupar cargos políticos dentro de la corte. Desde 1446 hasta 1450 ocupó el cargo de Daijō Daijin (Canciller del Reino), en 1447 fue nombrado kanpaku (regente) del Emperador Go-Hanazono, hasta 1453. En 1467 fue nombrado nuevamente kanpaku, pero del Emperador Go-Tsuchimikado (hasta 1470).
No obstante, debido a la Guerra Ōnin que ocurrió meses después, resultó en el incendio de la residencia y la biblioteca familiar, considerada la más detallada de la época. Por ello, en 1468 Kaneyoshi decidió huir de Kioto y se trasladó al templo Kōfuku-ji de Nara, siendo recibido por su hijo el monje budista Jinson, Daijō-in del templo. Durante el exilio, Kaneyoshi prosiguió con sus actividades literarias publicando el Kachō Yosei, una edición especial con anotaciones del Genji Monogatari; también por invitación de Saitō Myōchin, daimio de la provincia de Mino, publicó el diario Fujiwara no Ki en 1473. En 1473 decidió abandonar la vida como cortesano y convertirse en monje budista (shukke), tomando el nombre de Kakue (覚恵?).
Al terminar la guerra civil en 1477, volvió a Kioto y recibió la protección del shogun Ashikaga Yoshihisa y de su madre Hino Tomiko; a cambio, ayudaría como tutor del joven shogun. En sus últimos años se convirtió en una persona muy versada en asuntos relativos a la corte imperial, y a la vez investigó sobre el waka, renga y teatro nō. En 1478 publicó el Bunmei Ittō-ki, un manual de ética política para cortesanos y expone en seis puntos los deberes de un príncipe. A través de los estudios clásicos, compiló varias investigaciones, de carácter neoconfuciansta con cierto racionalismo coincidente entre el confucianismo, el budismo y el sintoísmo.
Fallecería en 1481 y su tumba se encuentra actualmente en el templo Tōfuku-ji, en Kioto.
Tuvo varios hijos, entre ellos Ichijō Norifusa, Ichijō Fuyuyoshi y el monje Jinson.

## Obras publicadas
- Kujikongen (公事根源?), documento dedicado a cuestiones sobre la corte imperial (yūsoku kojitsu);
- Shōdanchiyou (樵談治要?), instructivo sobre cuestiones políticas, escrita en 1480;
- Tokazuiyō (桃華蘂葉?), colección de notas dedicadas a su hijo Fuyuyoshi, hecha en 1480;
- Nihonshoki Sanso (日本書紀纂疏?), edición anotada de la crónica japonesa Nihonshoki;
- Ise Monogatari Gukenshō (伊勢物語愚見抄?); edición anotada de la novela Ise Monogatari;
- Sekiso Ōrai (尺素往来?); libro de texto para educación primaria usado en la era feudal (ōraimono);
- Kachō Yosei (花鳥余情?); edición anotada de la novela Genji Monogatari;
- Gengo Hiketsu (源語秘訣?); libro de los secretos del Genji Monogatari;
- Genji Monogatari no Uchifushinjōjō (源氏物語之内不審条々?);
- Kudenshō (口伝抄?); edición anotada de la novela Genji Monogatari;
- Genji Monogatari Toshidate (源氏物語年立?).